# Calamagrostis muiriana
Calamagrostis muiriana là một loài thực vật có hoa trong họ Hòa thảo. Loài này được B.L.Wilson & Sami Gray mô tả khoa học đầu tiên năm 2002.